# Campeonato Europeo Sub-18 1975
El Campeonato Europeo Sub-18 1975 se llevó a cabo en Suiza del 9 al 19 de mayo y contó con la participación de 16 selecciones juveniles de Europa provenientes de una fase eliminatoria.
Inglaterra venció en la final a Finlandia para conseguir su séptimo título del torneo.

## Eliminatoria
| Equipo 1         | Agr.   | Equipo 2             | Ida | Vuelta |
| ---------------- | ------ | -------------------- | --- | ------ |
| Yugoslavia       | 0–4    | Alemania Democrática | 0–2 | 0–2    |
| Alemania Federal | 3–2    | Austria              | 3–1 | 0–1    |
| Inglaterra       | 2–1    | España               | 1–1 | 1–0    |
| Bélgica          | 0–1    | Irlanda              | 0–1 | 0–0    |
| Bulgaria         | 1–2    | Hungría              | 0–1 | 1–1    |
| Dinamarca        | 2–1    | Escocia              | 0–0 | 2–1    |
| Noruega          | 0–1    | Finlandia            | 0–0 | 0–1    |
| Islandia         | 2–5    | Irlanda del Norte    | 1–2 | 1–3    |
| Italia           | 5–2    | Portugal             | 3–1 | 2–1    |
| Gales            | 5–0    | Malta                | 4–0 | 1–0    |
| Suecia           | 2–4    | Polonia              | 1–2 | 1–2    |
| Rumania          | 1–1(a) | Unión Soviética      | 1–1 | 0–0    |
| Checoslovaquia   | 2–3    | Turquía              | 2–1 | 0–2    |
| Países Bajos     | 0–1    | Francia              | 0–0 | 0–1    |
| Liechtenstein    | 1–6    | Luxemburgo           | 1–2 | 0–4    |

## Clasificados
| - Dinamarca - Alemania Democrática - Inglaterra - Finlandia | - Francia - Alemania Federal - Hungría - Italia | - Luxemburgo - Irlanda del Norte - Polonia - Irlanda | - Unión Soviética - Suiza (anfitrión) - Turquía - Gales |

## Fase de grupos

### Grupo A
| País       | J | G | E | P | GF | GC | GD | Pts |
| ---------- | - | - | - | - | -- | -- | -- | --- |
| Turquía    | 3 | 1 | 2 | 0 | 5  | 3  | +2 | 4   |
| Dinamarca  | 3 | 1 | 2 | 0 | 6  | 5  | +1 | 4   |
| Francia    | 3 | 1 | 1 | 1 | 10 | 4  | +6 | 3   |
| Luxemburgo | 3 | 0 | 1 | 2 | 1  | 10 | –9 | 1   |

| 9 mayo  | Luxemburgo | 1–1 | Dinamarca  |
|         | Francia    | 1–1 | Turquía    |
| 11 mayo | Francia    | 7–0 | Luxemburgo |
|         | Dinamarca  | 2–2 | Turquía    |
| 13 mayo | Turquía    | 2–0 | Luxemburgo |
|         | Dinamarca  | 3–2 | Francia    |

### Grupo B
| País              | J | G | E | P | GF | GC | GD | Pts |
| ----------------- | - | - | - | - | -- | -- | -- | --- |
| Inglaterra        | 3 | 3 | 0 | 0 | 8  | 0  | +8 | 6   |
| Irlanda del Norte | 3 | 1 | 1 | 1 | 3  | 4  | –1 | 3   |
| Irlanda           | 3 | 1 | 0 | 2 | 3  | 3  | 0  | 2   |
| Suiza             | 3 | 0 | 1 | 2 | 1  | 8  | –7 | 1   |

| 9 mayo  | Irlanda del Norte | 1–1 | Suiza             |
|         | Inglaterra        | 1–0 | Irlanda           |
| 11 mayo | Irlanda del Norte | 2–0 | Irlanda           |
|         | Suiza             | 0-4 | Inglaterra        |
| 13 mayo | Inglaterra        | 3–0 | Irlanda del Norte |
|         | Irlanda           | 3–0 | Suiza             |

### Grupo C
| País                 | J | G | E | P | GF | GC | GD | Pts |
| -------------------- | - | - | - | - | -- | -- | -- | --- |
| Finlandia            | 3 | 1 | 2 | 0 | 3  | 2  | +1 | 4   |
| Alemania Democrática | 3 | 1 | 1 | 1 | 3  | 4  | –1 | 3   |
| Alemania Federal     | 3 | 1 | 1 | 1 | 4  | 6  | –2 | 3   |
| Unión Soviética      | 3 | 1 | 0 | 2 | 4  | 2  | +2 | 2   |

| 9 mayo  | Alemania Federal     | 3–1 | Alemania Democrática |
|         | Unión Soviética      | 0-1 | Finlandia            |
| 11 mayo | Alemania Democrática | 1–0 | Unión Soviética      |
|         | Alemania Federal     | 1–1 | Finlandia            |
| 13 mayo | Finlandia            | 1–1 | Alemania Democrática |
|         | Unión Soviética      | 4–0 | Alemania Federal     |

### Grupo D
| País    | J | G | E | P | GF | GC | GD | Pts |
| ------- | - | - | - | - | -- | -- | -- | --- |
| Hungría | 3 | 2 | 0 | 1 | 6  | 1  | +5 | 4   |
| Gales   | 3 | 1 | 1 | 1 | 3  | 4  | –1 | 3   |
| Italia  | 3 | 1 | 1 | 1 | 1  | 2  | –1 | 3   |
| Polonia | 3 | 1 | 0 | 2 | 1  | 4  | –3 | 2   |

| 9 mayo  | Polonia | 1–0 | Hungría |
|         | Gales   | 0–0 | Italia  |
| 11 mayo | Hungría | 4–0 | Gales   |
|         | Italia  | 1–0 | Polonia |
| 13 mayo | Hungría | 2–0 | Italia  |
|         | Gales   | 3–0 | Polonia |

## Fase Final
|  | Semifinales       | Semifinales       |   |                   | Final             | Final |  |
|  |                   |                   |   |                   |                   |       |  |
|  |                   |                   |   |                   |                   |       |  |
|  | Olten, 16 de mayo |                   |   |                   |                   |       |  |
|  | Hungría           | 1                 |   |                   |                   |       |  |
|  | Inglaterra        | 3                 |   |                   |                   |       |  |
|  |                   |                   |   |                   |                   |       |  |
|  |                   |                   |   |                   | Berna, 19 de mayo |       |  |
|  |                   |                   |   |                   | Inglaterra (gg)   | 1     |  |
|  |                   | Finlandia         | 0 |                   |                   |       |  |
|  |                   |                   |   |                   |                   |       |  |
|  |                   |                   |   |                   |                   |       |  |
|  |                   |                   |   |                   | Tercer lugar      |       |  |
|  | Bulle, 16 de mayo | Bulle, 16 de mayo |   | Berna, 19 de mayo | Berna, 19 de mayo |       |  |
|  | Finlandia         | 1                 |   | Turquía           | 2                 |       |  |
|  | Turquía           | 0                 |   |                   | Hungría (DP 1-4)  | 2     |  |

## Campeón
| Eurocopa Sub-18 1975  |
| --------------------- |
| Bandera de Inglaterra |
| Inglaterra 7º Título  |